# Amtsgericht Stuhm
Das Amtsgericht Stuhm war ein preußisches Amtsgericht mit Sitz in Stuhm.

## Geschichte
In Stuhm bestand von 1949 bis 1879 die Gerichtsdeputation Stuhm des Kreisgerichts Marienburg. Das königlich preußische Amtsgericht Stuhm wurde mit Wirkung zum 1. Oktober 1879 als eines von acht Amtsgerichten im Bezirk des Landgerichtes Elbing im Bezirk des Oberlandesgerichtes Marienwerder gebildet. Der Sitz des Gerichtes war Stuhm. Sein Gerichtsbezirk umfasste den Kreis Stuhm ohne den Teil, der den Amtsgerichten Christburg und Marienburg zugeordnet war. Am Gericht bestanden 1880 drei Richterstellen. Das Amtsgericht war damit ein mittelgroßes Amtsgericht im Landgerichtsbezirk. Gerichtstage wurden in Bönhof gehalten.
Im Jahre 1945 wurde der Amtsgerichtsbezirk unter polnische Verwaltung gestellt, und die deutschen Einwohner wurden vertrieben. Damit endete auch die Geschichte des Amtsgerichtes Stuhm.